# 塚堂古墳
塚堂古墳（つかんどうこふん）は、福岡県うきは市吉井町徳丸・宮田にある古墳。形状は前方後円墳。若宮古墳群を構成する古墳の1つ。史跡指定はされていない。

## 概要
| 古墳名   | 墳丘       | 墳丘 | 埋葬施設                      | 築造時期 | 史跡   | 備考               |
| -------- | ---------- | ---- | ----------------------------- | -------- | ------ | ------------------ |
| 月岡古墳 | 前方後円墳 | 95m  | 竪穴式石室ほか （長持形石棺） | 5c中     | なし   | 出土品は重要文化財 |
| 塚堂古墳 | 前方後円墳 | 91m  | 横穴式石室2基                 | 5c後半   | なし   |                    |
| 日岡古墳 | 前方後円墳 | 74m  | 横穴式石室                    | 6c初頭   | 国史跡 | 装飾古墳           |

福岡県南部、筑後川南岸の台地上に築造された古墳である。月岡古墳・日岡古墳とともに若宮古墳群を形成する。昭和28年大水害復旧工事の際に後円部墳丘は大きく採土されている。1934年（昭和9年）・1956年（昭和31年）に前方部石室が、1955年（昭和30年）に後円部石室が発掘調査され、1979年（昭和54年）以降に墳丘・周濠の発掘調査が実施されている。
墳形は前方後円形で、墳丘主軸を東西方向として、前方部を西方向に向ける。墳丘外表では河原石による葺石のほか、円筒埴輪・形象埴輪（人物・動物・盾形・靫形・蓋形・家形埴輪）が認められる。墳丘周囲には二重の盾形の周濠が巡らされている。内濠・内堤・外濠は幅8-10メートル・深さ1.5メートルを測り、濠の斜面には墳丘同様の葺石が認められ、濠内は水をたたえたとみられる。埋葬施設は、後円部・前方部における横穴式石室各1基である。いずれも古式の横穴式石室であり、後円部石室（1号石室、非現存）は大きく破壊された状態で、前方部石室（2号石室、現存・調査後埋め戻し）は未盗掘の状態でそれぞれ発掘調査がなされ、銅鏡・玉類・武器・甲冑・馬具など多数の副葬品が出土している。特に、前方部石室の馬具の年代が先代の月岡古墳の時期に近く、先代から受け継いで副葬された可能性がある点、前方部石室からは武器・武具が多い一方で、後円部石室からは装飾具が多く出土している点で特色を示す。
築造時期は、古墳時代中期の5世紀後半ごろと推定される。若宮古墳群では月岡古墳に後続し、日岡古墳に先行する時期に位置づけられる。月岡古墳が畿内ヤマト王権との強いつながりを示すのに比して、畿内色が薄れ在地色が強まりつつある様相を示す古墳である。

## 遺跡歴
- 寛文3年（1663年）、長野堰水門工事の際に大石を持ち去ったと伝承（後円部石室石材か）[3]。
- 1934年（昭和9年）、家屋新築に伴う前方部石室の発見・調査：第1次（宮崎勇蔵ら、1935・1938年に「徳丸古墳」・「俗称塚堂古墳」として報告）[3]。
- 1955年（昭和30年）、昭和28年大水害復旧工事の後円部墳丘採土に伴う後円部石室の応急調査：第2次（浮羽高校考古学部、1983年報告に収録）[3]。
- 1956年（昭和31年）、前方部石室内・閉塞石前面の調査：第3次（浮羽高校考古学部、1983年報告に収録）。
- 1979年（昭和54年）、県営圃場整備事業に伴う墳丘北・東側外周の発掘調査：第4次（福岡県教育委員会、1982年に報告）。
- 1979年（昭和54年）、国道210号浮羽バイパス建設工事に伴う周濠部の発掘調査：第5次（福岡県教育委員会、1983年に報告）[3]。
- 1981年（昭和56年）、県営圃場整備事業に伴う墳丘西側外周の発掘調査：第6次（福岡県教育委員会、1983年に報告）[3]。

## 墳丘
墳丘の規模は次の通り。
- 墳丘長：約91メートル[4]（残存70メートル）
- 後円部
  - 直径：約64メートル[4]
  - 高さ：約8メートル[1]
- 前方部
  - 幅：推定約68メートル
  - 高さ：約7.5メートル[1]

## 埋葬施設
埋葬施設としては、後円部・前方部のそれぞれにおいて横穴式石室が構築されている。いずれも古式の石室である。
後円部石室（1号石室）は、大きく破壊された状態で発見されている（非現存）。前方部石室よりも一回り大きい規模で、南西方向（くびれ部方向）に開口したとみられる。内部に組合式石棺を据えており、石棺片が出土しているほか、多数の副葬品が出土している。
前方部石室（2号石室）は、発見時は未盗掘のほぼ完存状態であった（現在は埋め戻し）。単室構造の石室で、西方向に開口し、玄室は長さ約3.1メートル・幅約1.6メートル・高さ約1.9メートルを測る。割石の小口積みによって構築され、壁面には赤色顔料が塗布される。奥壁と両側壁には刀・鉾を載せる突起があったという（非現存）。石室内では、首飾りをして貝製の腕輪を右手にはめた壮年男性の人骨とともに、多数の副葬品が出土している。

## 出土品

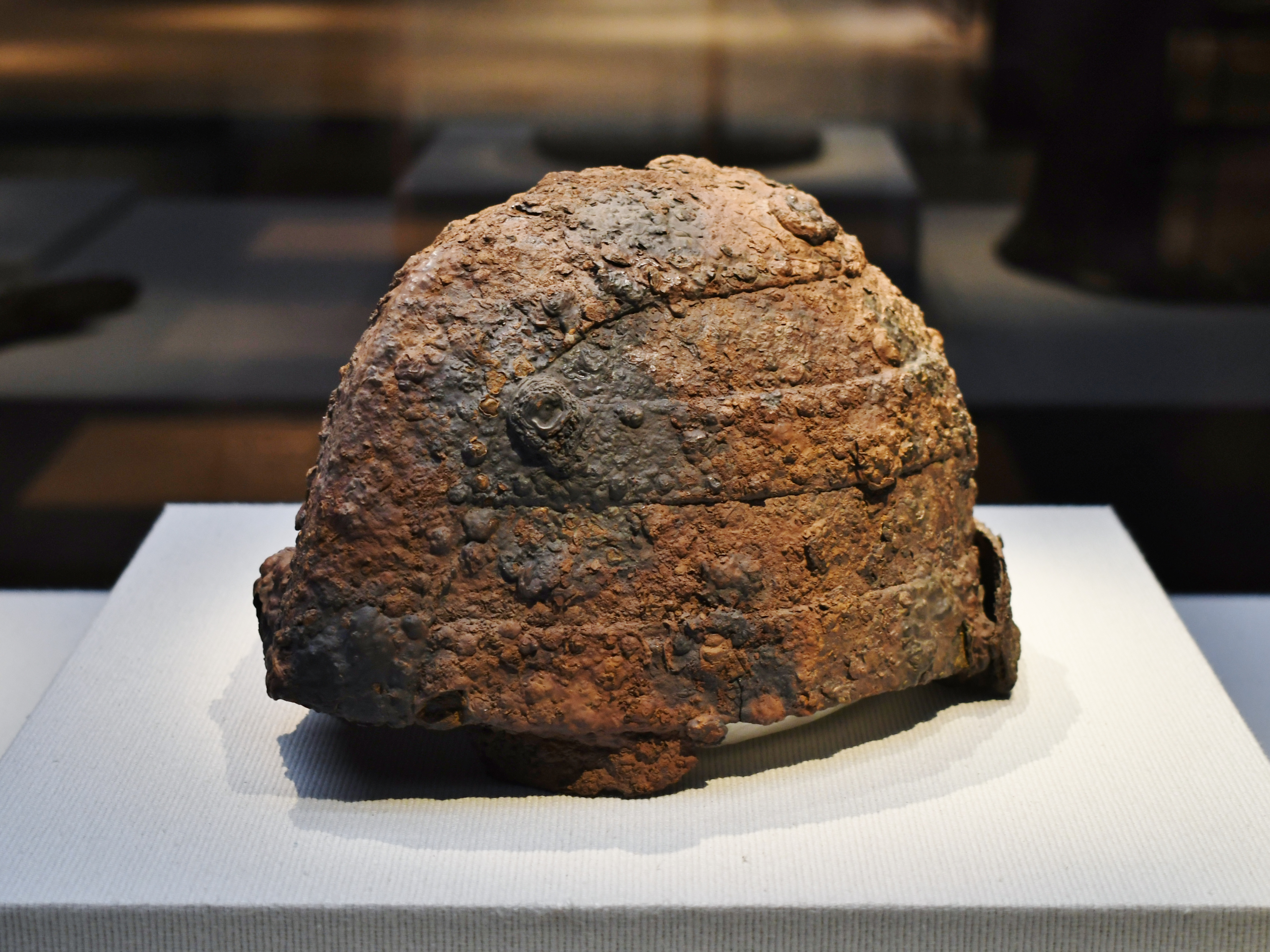
2号石室 衝角付冑うきは市教育委員会蔵、九州国立博物館展示。

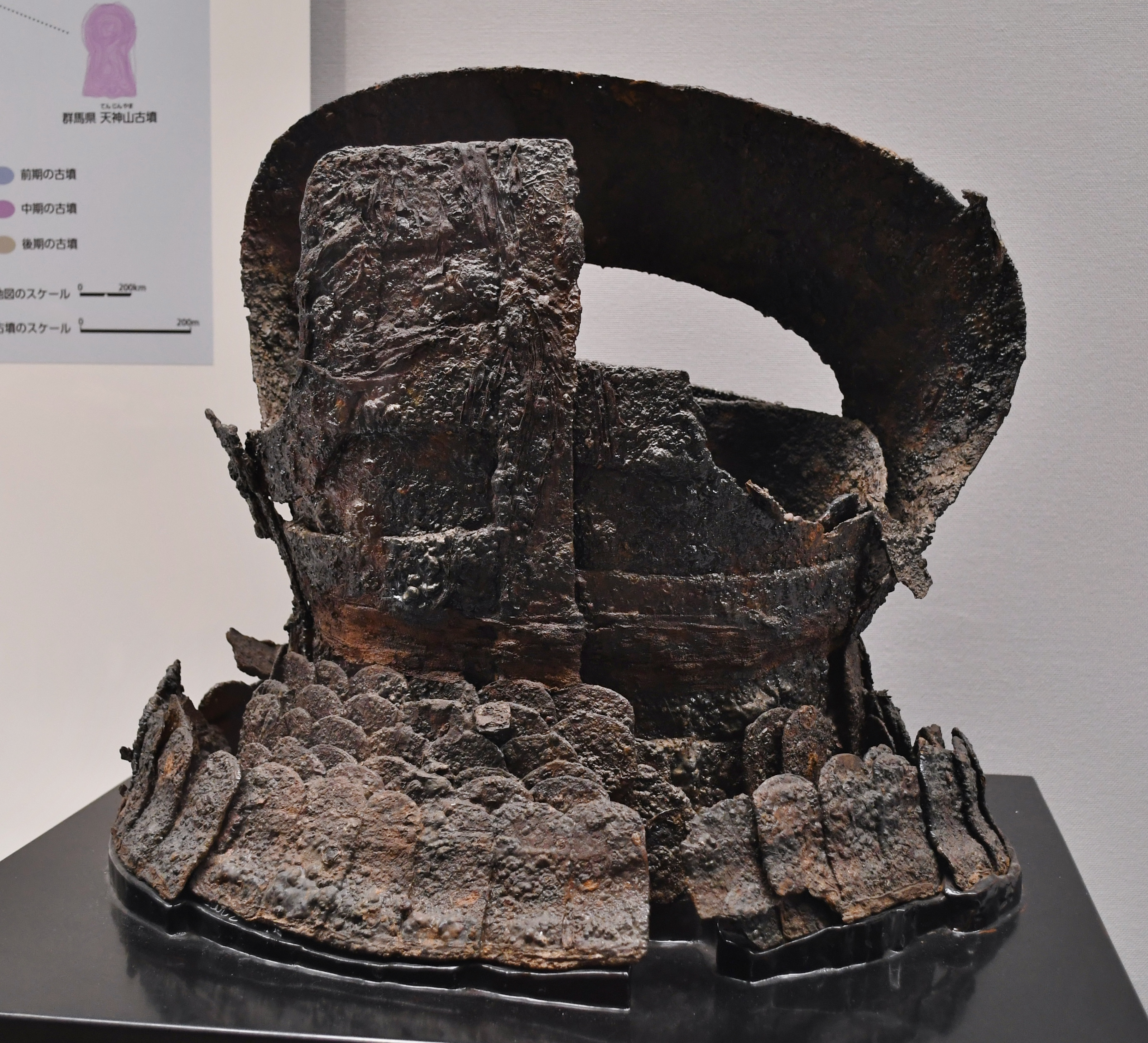
2号石室 短甲東京国立博物館展示。

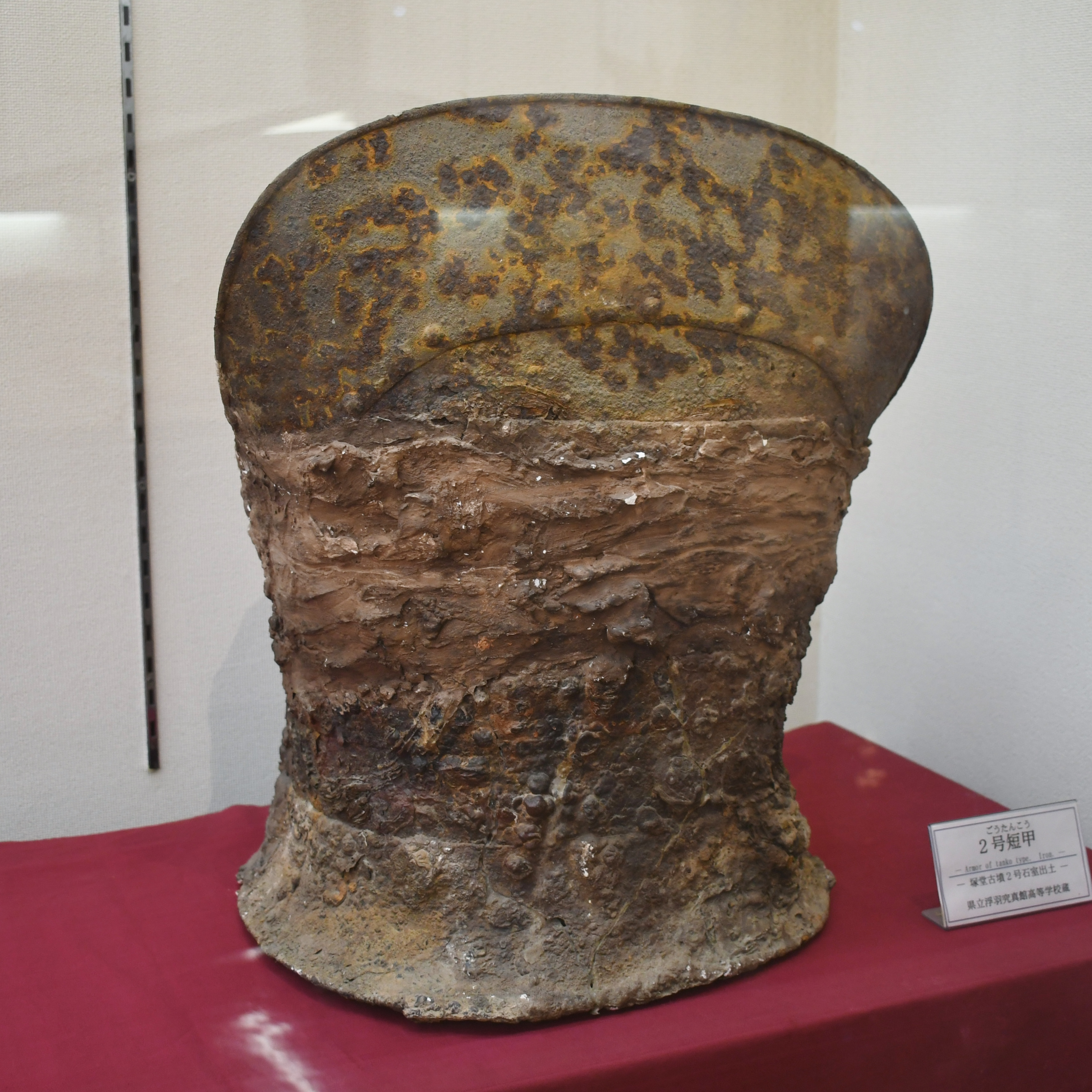
2号石室 短甲吉井歴史民俗資料館展示。

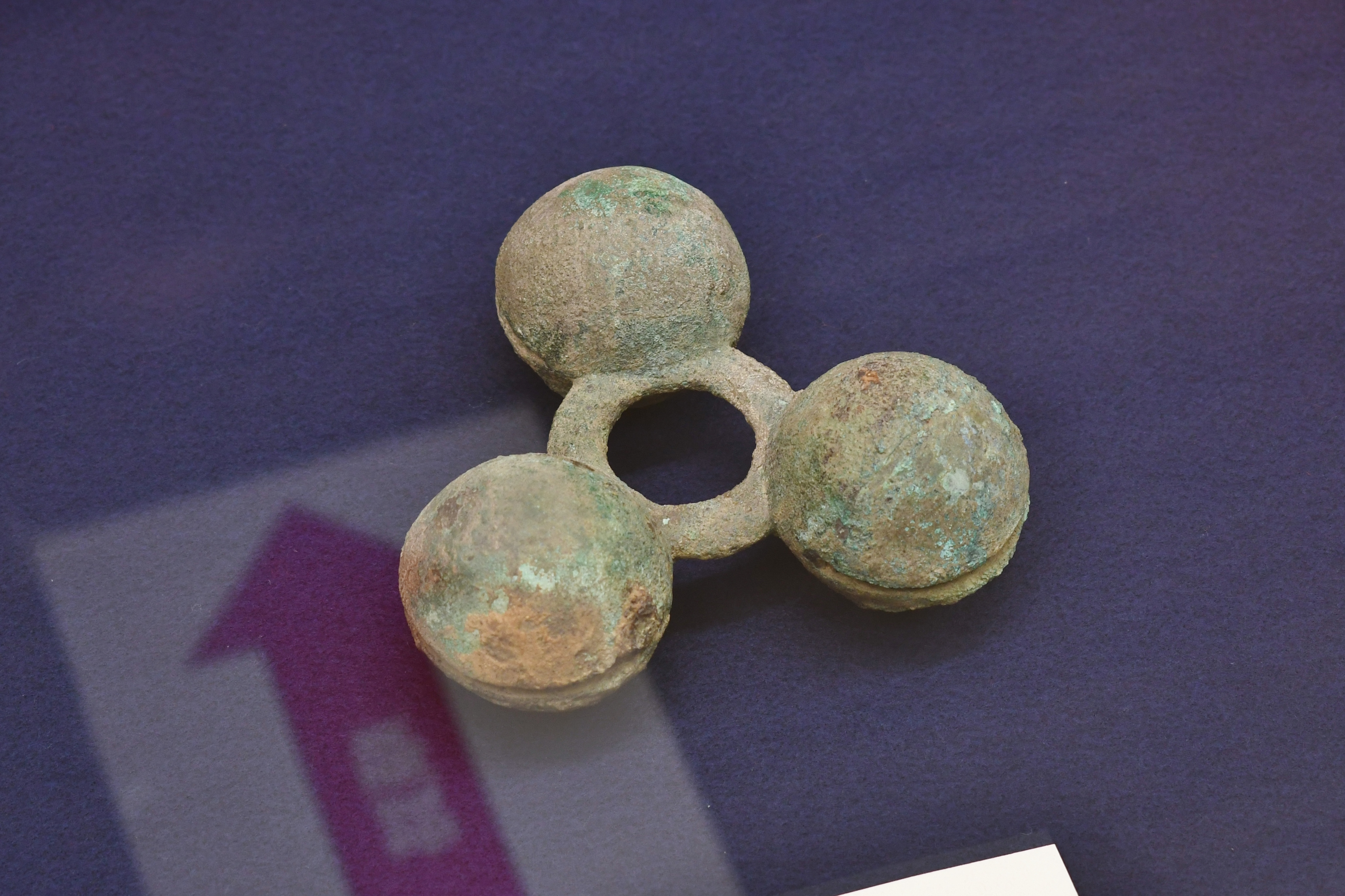
1号石室 三環鈴吉井歴史民俗資料館展示。

塚堂古墳の石室内で出土した副葬品は次の通り。
|          | 後円部石室（1号石室） （1955年）                                                                             | 前方部石室（2号石室） （1934・1956年）                                                                                     | 前方部石室（2号石室） （1934・1956年）         |
| 玄室     | 後円部石室（1号石室） （1955年）                                                                             | 閉塞石前面 |                                                |
| -------- | --- | --- | ---------------------------------------------- |
| 装身具   | 仿製鏡 7 硬玉製勾玉 3 ガラス製勾玉 2 ガラス製管玉 ガラス製小玉 ガラス製臼玉 ガラス製粟玉 珪岩製玉 1 金銅鈴 1 | 仿製神獣鏡 1 ガラス製管玉 6 貝釧 1                                                                                         |                                                |
| 滑石製品 | 扁平勾玉（剣形品?） 3 有孔円板 5 臼玉 多数                                                                   | 有孔円板 4+1 臼玉 720余 |                                                |
| 武器     | 鉄鏃 多数 鉄刀 鉄剣 鉄鉾 1                                                                                   | 直刀 9 鉄鉾 2 鉄鏃 多数 | 鉄鏃                                           |
| 武具     | 小札甲 胡簶金具                                                                                              | 横矧板鋲留衝角付冑 1 横矧板革綴短甲 1 横矧板鋲留短甲 1 三角板鋲留短甲 1 小札甲 1 小札 横矧板鋲留衝角付冑 1+? 頸甲 1 肩甲 1 |                                                |
| 馬具     | 鞍金具 木芯鉄板張輪鐙 鉄地金銅張剣菱形杏葉 三鈴付環鈴 1 鉸具                                                 | 鉸具 3 | 轡 1 鉄製鞍 1 木芯鉄板張輪鐙 1双 雲珠 2 鉸具 5 |
| 農工具   | | 刀子 1 | タガネ? 1                                      |
| その他   | 朱?塊 金銅鋲留金具 鉄製端止金具 金銅有孔円板 銅鋺? 獣骨片 土師器片                                           | 砥石 1 |                                                |

後円部石室では装飾具が多く出土したのに対して、前方部石室では武器・武具が多く出土した点で特色を示す。また、前方部出土の馬具は月岡古墳のものと年代が近く、先代から受け継いで副葬した可能性が指摘される。

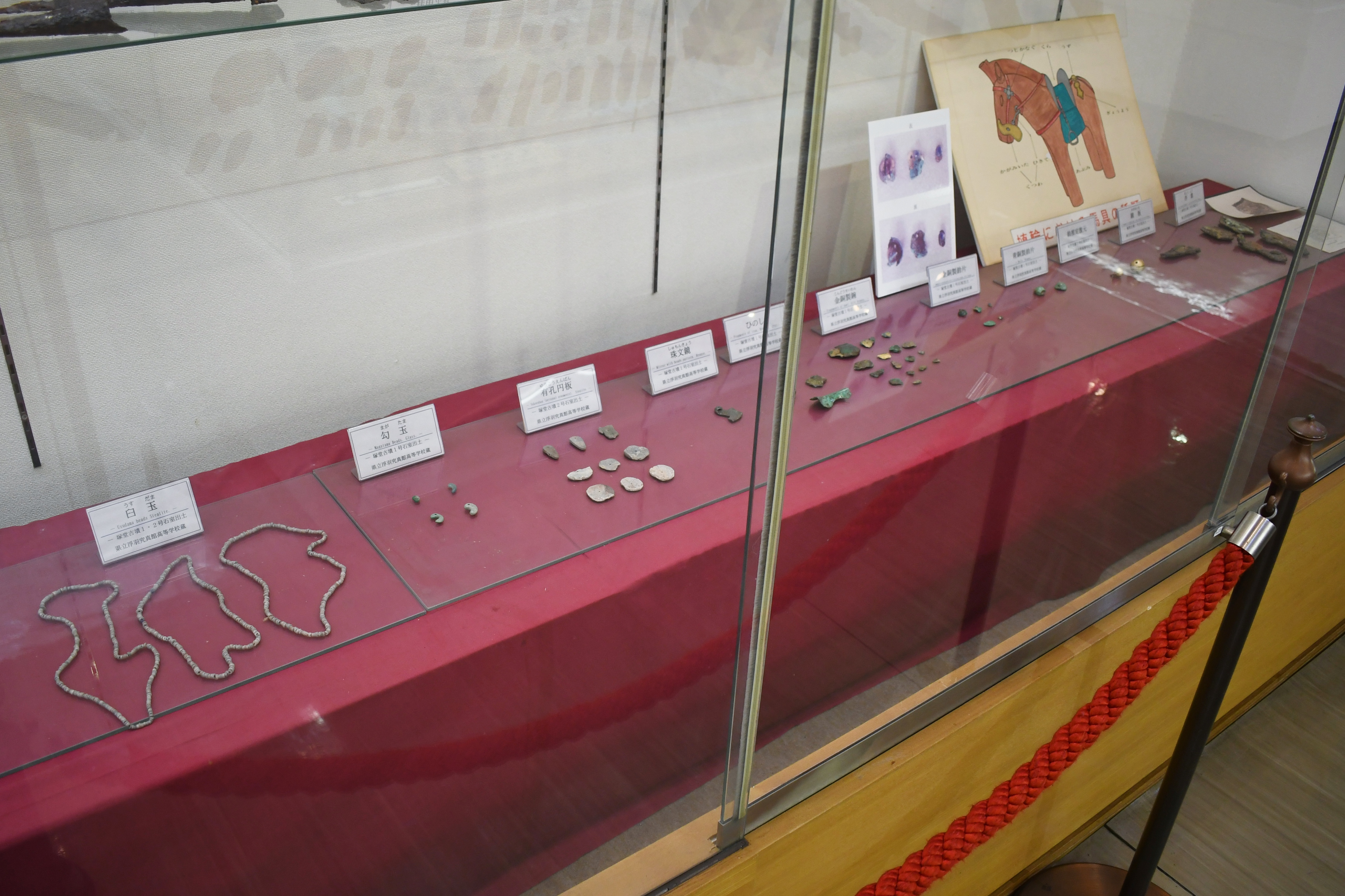
装身具 吉井歴史民俗資料館展示（他画像も同様）。
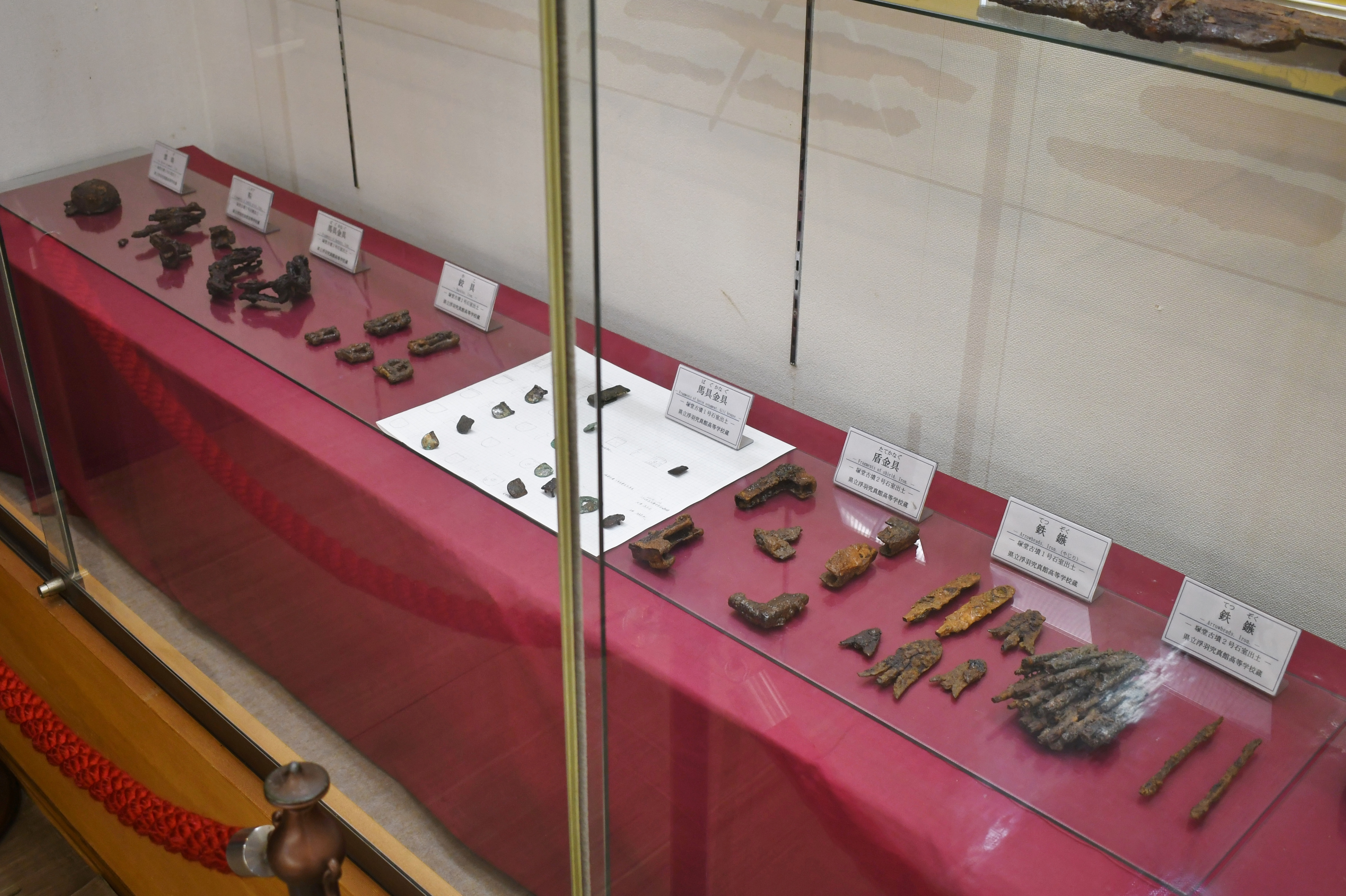
鉄鏃・馬具
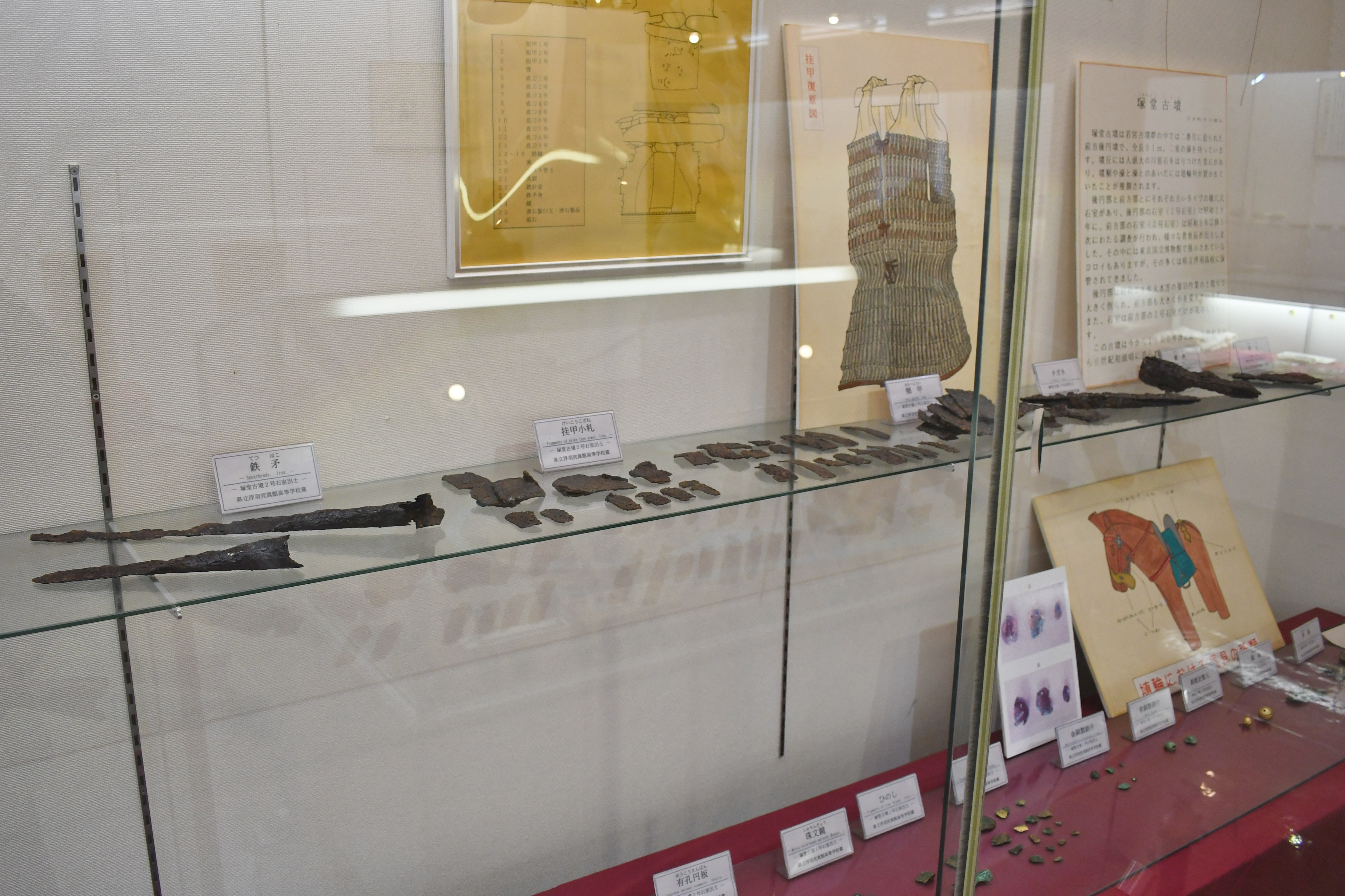
鉄鉾・武具・農工具
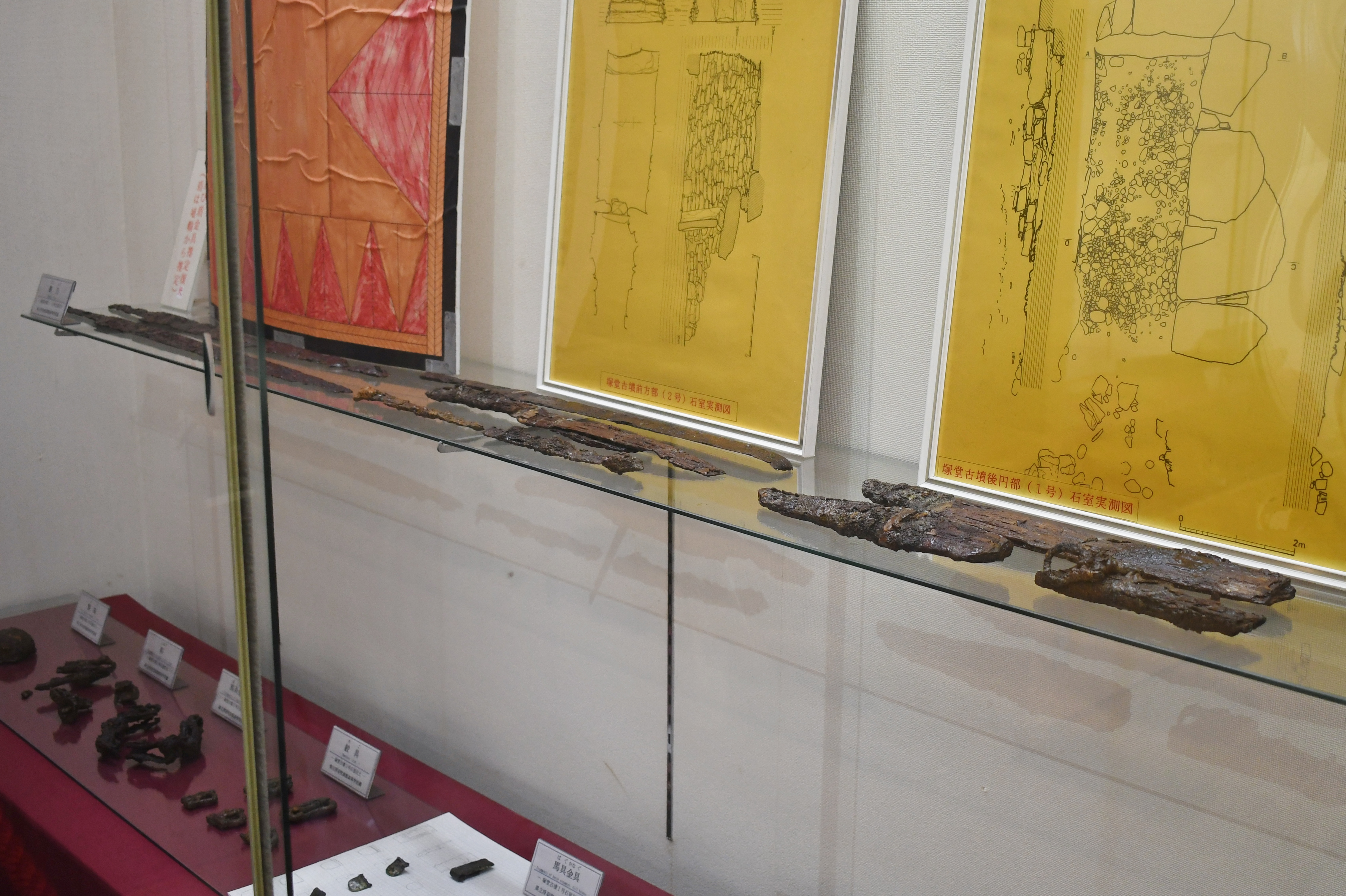
鉄刀・鉄剣
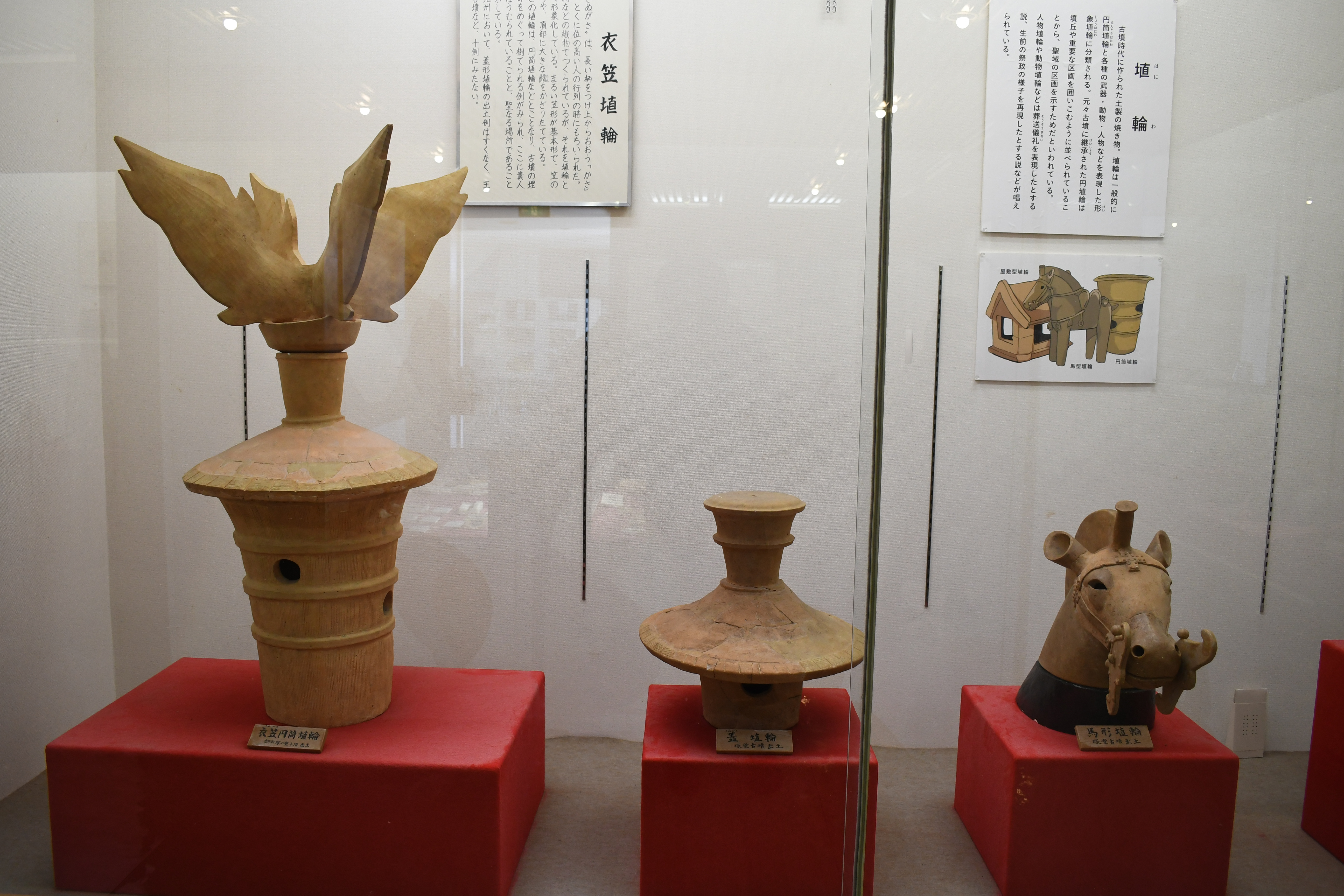
形象埴輪
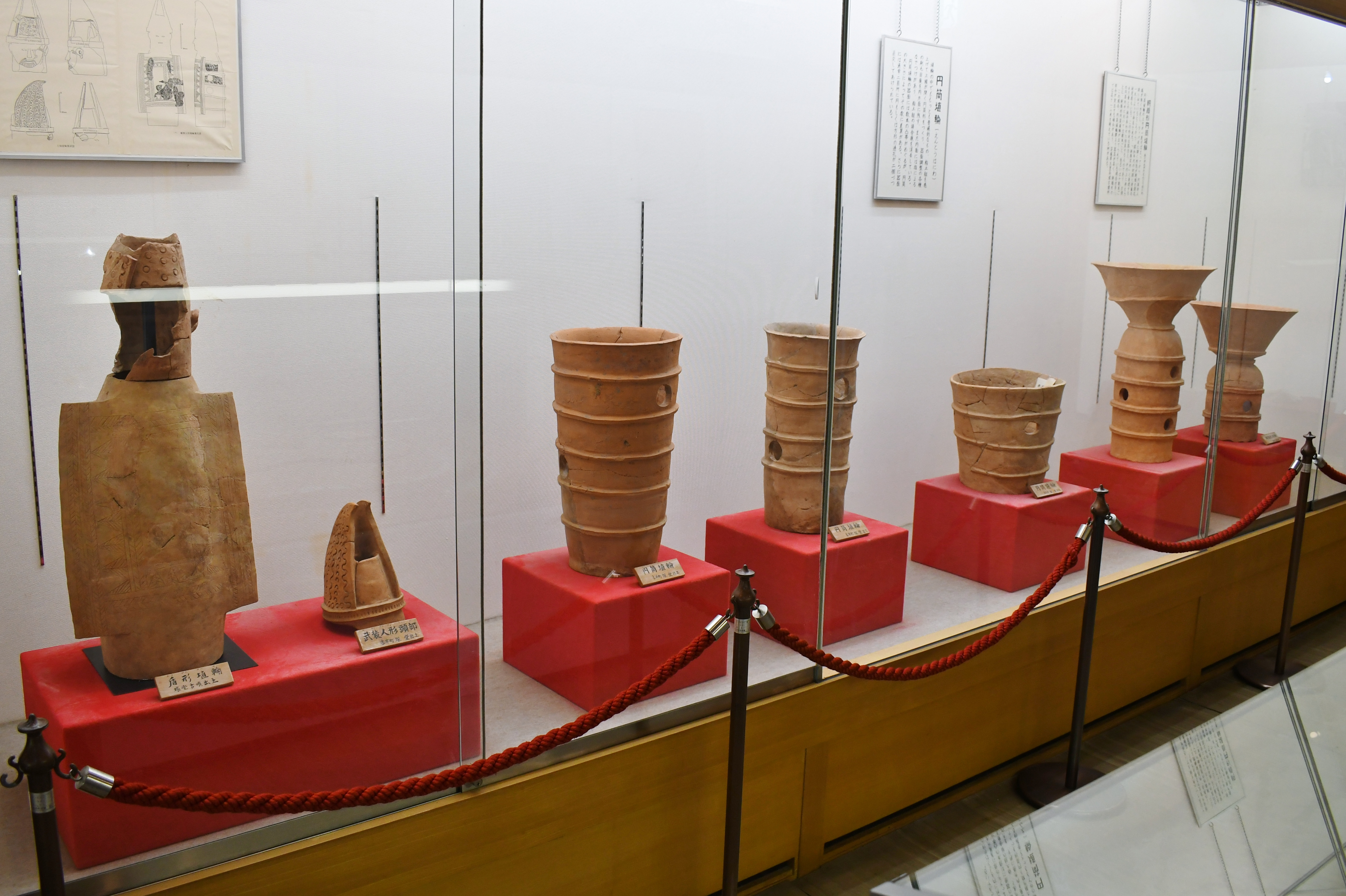
盾形埴輪・円筒埴輪

## 関連施設
- 吉井歴史民俗資料館（うきは市吉井町） - 塚堂古墳の出土品を展示。
- 東京国立博物館（東京都台東区） - 塚堂古墳の出土品を保管。

## 関連文献
（記事執筆に使用していない関連文献）
- 田中幸夫「筑後千年村徳丸古墳前方部石室に於ける埋葬の状と遺物の一二」『考古學雜誌』第25巻第1号、考古學會、1935年1月15日、037-042頁。
- 「筑後国浮羽郡千年村徳丸塚堂古墳」『史蹟名勝天然紀念物調査報告書』 第10輯、福岡県、1938年。
- 『吉井町誌』 第1巻、吉井町、1977年。
- 『塚堂古墳 -福岡県浮羽郡吉井町宮田所在古墳の調査-』吉井町教育委員会〈吉井町文化財調査報告書第1集〉、1982年。
- 『若宮古墳群1 -月岡古墳・塚堂古墳・日岡古墳-』吉井町教育委員会〈吉井町文化財調査報告書第4集〉、1989年。
- 『若宮古墳群2 -塚堂古墳・日岡古墳-』吉井町教育委員会〈吉井町文化財調査報告書第6集〉、1990年。